# Грабець Галина Юліанівна
Галина Юліанівна Грабéць (23 квітня 1916, Закопане, Польща — 6 травня 2006, Коломия, Івано-Франківська область, Україна) — українська громадсько-культурна діячка, педагогиня, діячка національно-визвольного руху. Дружина поета, публіциста та члена ОУН Омеляна Грабця.
Почесна громадянка міста Коломиї (2002).

## Біографія
Народилася 23 квітня 1916 року в місті Закопане в Польщі. У 1935 році закінчила Коломийську учительську семінарію, а в 1939 році — Львівський вищий музичний інститут (клас скрипки Й. Москвичіва).
У 1939—1941 роках працювала вчителькою у містах Чесанів і Любачів (тепер Польща). Від 1942 року викладала у Середньому Березові (тепер Косівський район Івано-Франківської області), а в 1944—1947 роках — у Коломийській музичній школі. Була доволі близькою людиною в оточенні коломийського священника Олександра Русина
У липні 1947 році була заарештована за участь в українському національно-визвольному русі в будинку священника УГКЦ Олександра Русина. Засуджена до 25 років таборів, покарання відбувала у Воркуті та Мордовії (Російська Федерація). У 1956 році звільнена.
З 1957 року мешкала у Коломиї. Працювала викладачкою в місцевій музичній школі. Разом із сином заснувала і до 1990 року керувала дитячою оперною студією при Палаці піонерів.

## Творчість
Авторка спогадів про українського композитора Василя Барвінського («Літопис нескореної України», Львів, 1993; журнал «Дзвін», 1997, № 4), а також про свого чоловіка Омеляна Грабця.

## Нагороди
- Рішенням виконкому Коломийської міськради від 20 березня 2002 року № 279 присвоєне звання почесної громадянки міста Коломия «За особливі заслуги перед коломийською громадою в справі національно-духовного відродження і виховання підростаючого покоління» (свідоцтво № 8)[6].

## Пам'ять
- Згідно з рішенням Коломийської міської ради від 20 жовтня 2011 року Коломийській ДМШ № 2 присвоєно ім'я Галини Грабець[1].